# Rivière Manicouagan
Pour les articles homonymes, voir Manicouagan.
La rivière Manicouagan (innu-aimun : Manikuakanishtiku) est une rivière située sur la Côte-Nord au Québec qui se jette dans le fleuve Saint-Laurent sur la rive nord-ouest.

## Géographie

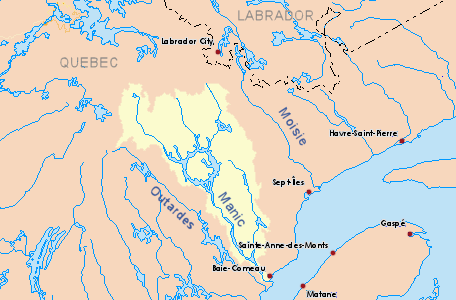
Bassin versant

La rivière coule du nord au sud sur une distance de 221 km, du réservoir Manicouagan (altitude : 358 m) à son embouchure dans le fleuve Saint-Laurent, à l'ouest de la ville de Baie-Comeau. Le débit moyen à l'embouchure est d'environ 1 000 m3/s. Cela en fait le troisième affluent en importance du fleuve Saint-Laurent, après la rivière des Outaouais et la rivière Saguenay. Le débit de la rivière est régulé par les nombreux ouvrages hydroélectriques qui y ont été construits, dont quatre barrages dans le cadre du projet Manic-Outardes d'Hydro-Québec.
La rivière compte de nombreux affluents dont les rivières Mouchalagane, Seignelay, Hart Jaune, Quicaquestagane et Toulnustouc.
À partir du barrage Daniel-Johnson (Manic 5) le courant descend selon les segments suivants :
Cours intermédiaire de la rivière Manicouagan (segment de 117,3 km)
- 16,3 km vers le sud-est en courbant vers le sud en fin de segment, jusqu'à la confluence de la rivière Quicaquestagane (venant de l'ouest) ;
- 20,0 km vers le sud jusqu'à un coude de rivière, puis vers le sud-est jusqu'au réservoir de Manic 3 ;
- 21,3 km vers le sud en traversant la partie nord du réservoir Manic 3 (élévation : 201 m) et en recueillant la rivière Lemay (venant du nord), jusqu'au bout de la presqu'île qui délimite l'embouchure de la rivière Caopachaco (venant du nord-est) ;
- 59,7 km vers le sud en traversant la partie sud du réservoir Manic 3, jusqu'au barrage Manic 3 l'embouchure du réservoir. Note : ce segment reçoit les eaux de la rivière Vachon (venant du nord et se déversant sur la rive ouest du réservoir) ;

Cours inférieur de la rivière Manicouagan (segment de 76,2 km)
- 8,5 km vers le sud-est en contournant une île ronde (diamètre : 1,6 km) et formant un crochet vers l'est où ce segment coupe le pont de la route forestière R0951, jusqu'à la limite nord-Ouest du réservoir de Manic 2 ;
- 16,5 km vers le sud-est en traversant la partie nord-est du réservoir Manic 2 et en passant devant le territoire de la réserve mondiale de la biosphère Manicouagan-Uapishka jusqu'à l'entrée de la baie où se déverse la rivière Toulnustouc (venant du nord) ;
- 34,4 km vers le sud en traversant le réservoir Manic 2, en passant dans un détroit constitué par une presqu'île rattachée à la rive est s'avançant vers le sud-ouest formant du côté sud la baie des Fourche, en recueillant la rivière Caouette (venant de l'ouest) et le ruisseau du Banc Blanc (venant du nord-est), jusqu'au barrage Manic 2 que traverse la route 389 ;
- 16,8 km vers le sud en contournant l'île aux Caribou et en formant une courbe vers l'ouest pour passer devant la montagne Salée (altitude : 162 m) et en recueillant la rivière Salée (venant de l'ouest) jusqu'au pont de la route 138, correspondant à l'embouchure de la rivière[4].

À partir de la route 138, le courant traverse sur 4,1 km vers le sud-est la baie menant a l'estuaire maritime du Saint-Laurent, soit jusqu'à la Pointe-Lebel (côté sud de la baie) et la Pointe Saint-Gilles (côté nord). L'Aire de concentration d'oiseaux aquatiques Rive du Vieux Poste est située sur la rive nord de cette baie.

## Ouvrages hydroélectriques de la Manicouagan
La puissance totale développée par les installations hydroélectriques sur la rivière s'élève à 5 634 MW.
- Barrage-centrale McCormick, qui appartient à 60 % à Hydro-Québec et à 40 % à l'aluminerie Alcoa ;
- Barrage-centrale Manic-1, Hydro-Québec ;
- Barrage-centrale Jean-Lesage (Manic 2), Hydro-Québec ;
- Barrage-centrale René-Lévesque (Manic 3), Hydro-Québec ;
- Barrage Daniel-Johnson et centrale Manic-5, Hydro-Québec.